# Якоб фон Линдов-Рупин
Якоб фон Линдов-Рупин (на немски: Jakob, Graf von Lindow-Ruppin; * 1460/ пр. 31 май 1461; † 1 май 1499) е граф на Линдов-Рупин в Бранденбург. Родът „Линдов-Рупин“ е странична линия на графовете фон Арнщайн.

## Биография
Той е син на граф Албрехт VIII фон Линдов-Рупин (1406 – 1460) и втората му съпруга Анна фон Силезия-Глогау-Саган († 1437), дъщеря на херцог Йохан I фон Силезия-Глогау-Саган († 1439) и Шоластика (Схоластика) от Саксония-Витенберг (1393 – 1463), дъщеря на курфюрст Рудолф III от Саксония-Витенберг († 1419). Внук е на граф Гюнтер V фон Линдов-Рупин († 1414) и Кордула фон Вернигероде († 1435). Правнук е на граф Албрехт VI фон Линдов-Рупин († 1391) и София фон Верле († 1384). Потомък е на Гебхард фон Арнщайн († 1256), фогт Лайтцкау, прародител на „графовете на Линдов-Рупин“, който основава 1246 г. доминикански манастир Нойрупин между Елба и Одер с брат му мистик Вихман († 1270), електор/епископ на Бранденбург (1220), 1. приор на манастир Нойрупин, и е син на Валтер III фон Арнщайн († ок. 1196) и Гертруд фон Баленщет († сл. 1194). Баща му Албрехт VIII се жени трети път 1439 г. за Маргарета Померанска-Щетин († 1464).
Брат е на граф Йохан III († 1500), Гебхард († сл. 1461), Кордула († 1508), омъжена 1442 г. за принц Адолф I фон Анхалт-Кьотен († 1473), и Анна фон Линдов-Рупин (†1511), омъжена 1453 г. за принц Георг I фон Анхалт-Цербст († 1474). Полубрат е на Маргарета фон Линдов-Рупин († 1485), омъжена 1466/1468 г. за херцог Албрехт VI фон Мекленбург (1438 – 1483).
Якоб фон Линдов-Рупин умира на 1 май 1499 г. и е погребан в Нойрупин. През 1524 г. графският род фон Линдов-Рупин измира по мъжка линия. Собственостите са взети от курфюрста на Бранденбург Йоахим I († 1535).

## Фамилия
Якоб фон Линдов-Рупин се жени на 6 април 1477 г. за графиня Анна фон Щолберг (* 21 август 1458; † 26 октомври 1526, погребана в Нойрупин), дъщеря на граф Хайнрих IX фон Щолберг (1436 – 1511) и Матилда фон Мансфелд († 1469). Бракът е бездетен.

## Галерия
- Замъкът Рупин ок. 1650
- Нойрупин ок. 1694
- Господството Рупин ок. 1400